# Disturbio de Detroit de 1968
El disturbio de Detroit de 1968 ocurrió entre el 4 y el 5 de abril de 1968 en Detroit, la ciudad más importante del estado de Míchigan, tras el asesinato de Martin Luther King Jr. Menos de un año después de los violentos disturbios de 1967, en volvió a estallar en el caos en el actual bulevar Rosa Parks (lo mismo que en un de ciudades estadounidenses más). El gobernador de Míchigan, George W. Romney, ordenó la entrada a la ciudad de la Guardia Nacional de Míchigan. Una persona murió, y las pandillas arrojaron objetos a los automóviles y rompieron las ventanas de las tiendas y se iniciaron tres docenas de incendios.